# ロング島 (パプアニューギニア)

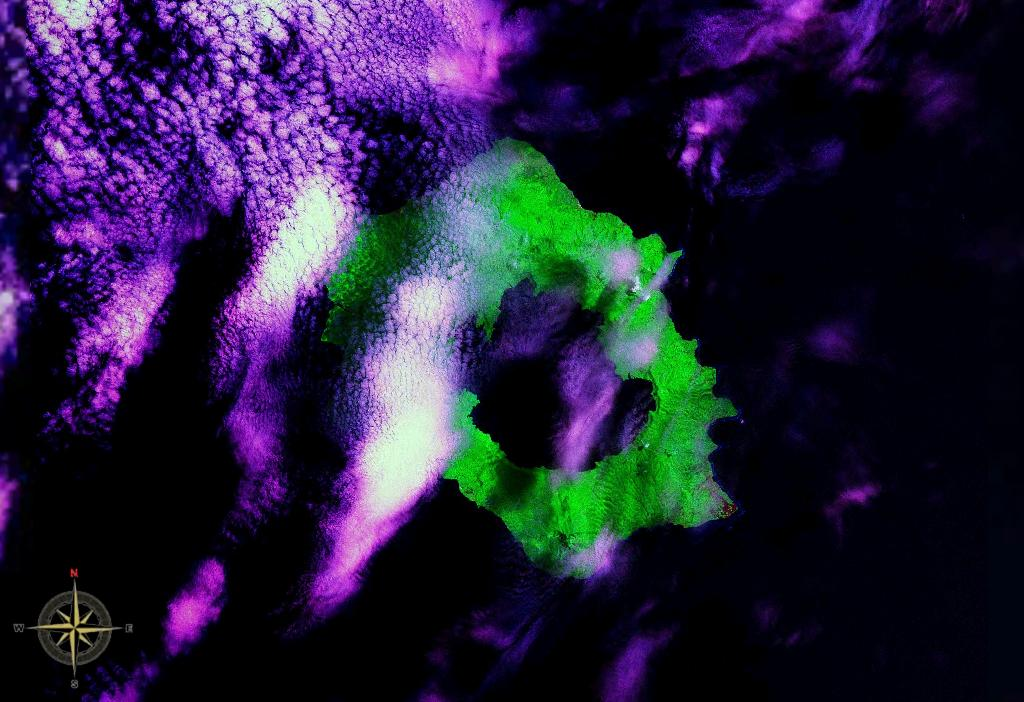
ロング島

ロング島（ロングとう、英語: Long Island）は、パプアニューギニアにある火山島である。ニューギニア島からヴィティアス海峡を挟んで北にある。
島には2つの成層火山がある。火山複合体の頂上は少なくとも過去3回（およそ16000年、4000年、300年前）あった大規模な噴火で崩壊し、10 x 12.5 kmのカルデラが形成されており、現在はウィズダム湖となっている。もっとも最近では1993年に噴火している。
最初に島を視認したヨーロッパ人は、スペインの航海者Yñigo Ortiz de Retezで1545年8月24日のことである。1643年にアベル・タスマンにより地図に記載されたが、彼はロング島をニューギニア島の一部と誤認していた。